# Życie pośmiertne
Życie pośmiertne – przekonanie o kontynuacji egzystencji po śmierci. 
Występuje w wierzeniach większości ludów świata, od starożytności (Mezopotamii, Egiptu, Grecji) do współczesności. Może toczyć się w zaświatach albo na ziemi (nierzadko odbywa się w obu tych miejscach równocześnie) i dotyczyć ciała, całości cielesno-duchowej (egzystencja po Sądzie Ostatecznym) bądź tylko rozmaicie pojmowanej duchowej istoty zmarłego (cień, duch, dusza), bytującej samodzielnie lub wcielającej się w inne istoty żywe: zwierzęta (w tym ludzi) i rośliny (reinkarnacja) względnie obiekty nieożywione: kamienie, źródła i strumienie, wiatry itp.
Życie pośmiertne bywa ograniczone w czasie lub wieczne, jego charakter i kierunek łączą się zazwyczaj mniej lub bardziej ścisłym związkiem przyczynowo-skutkowym z poprzedzającym je życiem doczesnym. Uznaje się czasami istnienie niesprawiedliwości społecznych za przyczynę powstania wyobrażeń religijnych na temat życia pośmiertnego, w którym to dopiero ma zapanować sprawiedliwość, nagroda i kara za uczynki. Odmiennie – społeczeństwa przedklasowe często umieszczały dusze wszystkich zmarłych w jednym wspólnym miejscu niezależnie od uczynków za życia.

## Życie pośmiertne według starożytnych Egipcjan
Egipcjanie w nadziei na szczęśliwy koniec ziemskiej drogi przygotowywali grobowce pełne przedstawień, rozmaitych darów – swoiste wrota do zaświatów. Kapłani kultu grobowego, by człowiek po śmierci nie wysysał krwi z żyjących w celu posilenia się, usuwali z jego ciała narządy pokarmowe i napełniali ciało ziołami. Składali w grobowcu również odzienie, sprzęty oraz posążki rodziny, służby, koni, psów i bydła. Owijali ciało w bandaże z tekstami z Księgi umarłych i Księgi Sarkofagów, by zmarły mógł łatwo pokonać niebezpieczną wędrówkę przez świat podziemny. Tak przygotowany Egipcjanin był gotowy rozpocząć życie pośmiertne (Pola Jaru).

## Życie pośmiertne w buddyzmie
Buddyzm naucza o reinkarnacji i równocześnie odrzuca koncepcję niezmiennej duszy (anatman). Po śmierci fizycznego ciała następuje rozpad człowieka na pięć składników, tzw. skandh – forma materialna, uczucia, rozum, wola, świadomość. Jedynie karma danego człowieka przeniesie się do przyszłego wcielenia. Zwolennicy koncepcji czittamatra, przyjętej zarówno w buddyzmie tybetańskim, jak i w zen, mają jeszcze bardziej wysublimowaną teorię, według której ósmy poziom umysłu "alajawidżniana", jako wszechpodstawa dla pozostałych poziomów świadomości, "przenosi" się po śmierci poprzez stan pośmiertny bardo ku kolejnemu odrodzeniu. Najbardziej szczegółowe nauki o procesie rozpadu związanym z umieraniem oraz  opisy stanów pośmiertnych zawarte są w teorii wadżrajany. Przykładowym dziełem jest tam "Tybetańska Księga Umarłych".

## Życie wieczne
Życie pośmiertne w wielu wierzeniach nie ma charakteru tymczasowego, ale jest ostatecznym, niekończącym się stanem, życiem wiecznym. Można je rozpatrywać jako istniejące bez końca w czasie lub poza nim, niezależnie od niego.
Życie wieczne jest postulatem większości religii i niektórych systemów filozoficznych. Często ma związek z poprzedzającym je życiem doczesnym.
Termin, który w chrześcijaństwie ma specyficzne znaczenie. Wynika to z faktu, że człowiek (brak informacji na temat innych zwierząt) według doktryny większości chrześcijan składa się z trzech czynników: 
1. ciała – materialny aspekt widzialnego świata.
2. duszy – siedlisko ludzkich emocji.
3. ducha – czynnik duchowy nadany przez Boga przez jego tchnienie (gr. – 'pneuma').

Większość chrześcijan uważa, że ciało jako element materialny zawsze podlega śmierci i rozkładowi. Przeciwnie – duch jako czynnik pochodzący od Boga jest nieśmiertelny. W związku z tym istnienie, którego tożsamość (świadomość własnego 'ja') znajduje się w czynniku duchowym, jest nieśmiertelne. Życie wieczne jako wynik aktu zbawczego Boga oznacza egzystencję istnienia po śmierci ciała w określonym miejscu zwanym rajem tzn. w bezpośrednim sąsiedztwie Boga, pod jego opieką, miłością i zaopatrzeniem w przeciwieństwie od egzystencji w miejscu wiecznego potępienia zwanym piekłem jako miejscu oddalonym od miłości, opieki i jego zaopatrzenia.
Niektóre religie (m.in. Świadkowie Jehowy, Badacze Pisma Świętego, Świecki Ruch Misyjny „Epifania”) nie wierzą w życie pośmiertne, uważając je za sprzeczne z nauką biblijną.
W islamie koncepcja życia pośmiertnego jest podobna do koncepcji uznawanej przez większości chrześcijan; różnicą jest bardziej zmysłowy charakter raju zwanego dżanna i piekła z drzewem zakum.